# Walcott Bay
Die Walcott Bay ist eine große Bucht an der Scott-Küste des ostantarktischen Viktorialands. Sie liegt am Ostrand des Koettlitz-Gletschers zwischen der Einmündung des Walcott-Gletschers und der Heald-Insel.
Teilnehmer der Terra-Nova-Expedition (1910–1913) unter der Leitung des britischen Polarforschers Robert Falcon Scott benannten sie in Verbindung mit dem gleichnamigen Gletscher nach Charles Walcott (1850–1927), Direktor des United States Geological Survey (1894–1907) und Sekretär der Smithsonian Institution (1907–1928).